# Doratulina producta
Doratulina producta är en insektsart som beskrevs av Matsumura 1902. Doratulina producta ingår i släktet Doratulina och familjen dvärgstritar. Inga underarter finns listade i Catalogue of Life.